# Coppa del Mondo di bob 2013
La Coppa del Mondo di bob 2012/13, organizzata dalla FIBT, è iniziata il 9 novembre 2012 a Lake Placid, negli Stati Uniti ed è terminata il 17 febbraio 2013 nella nuova pista olimpica di Soči, in Russia. Si sono disputate ventisette gare, nove nel bob a 2 uomini, nel bob a 2 donne, nel bob a 4 e 2 a squadre in nove differenti località.
Nel corso della stagione si sono tenuti anche i Campionati mondiali di bob 2013 a Sankt Moritz, in Svizzera, competizione non valida ai fini della Coppa del Mondo mentre la tappa di Igls ha assegnato anche il titolo europeo.

Questa Coppa del Mondo si è svolta come di consueto in parallelo alla Coppa del Mondo di skeleton.

## Risultati

### Uomini
| Data             | Località             | Specialità | Primi classificati                                                               | Secondi classificati                                                         | Terzi classificati |
| ---------------- | -------------------- | ---------- | -------------------------------------------------------------------------------- | ---------------------------------------------------------------------------- | --- |
| 9 novembre 2012  | Lake Placid          | A due      | Steven Holcomb Steven Langton Stati Uniti                                        | Cory Butner Charles Berkeley Stati Uniti                                     | Francesco Friedrich Gino Gerhardi Germania |
| 10 novembre 2012 | Lake Placid          | A quattro  | Aleksandr Zubkov Aleksej Negodajlo Dmitrij Trunenkov Maksim Mokrousov Russia     | Steven Holcomb Justin Olsen Steven Langton Curtis Tomasevicz Stati Uniti     | Nick Cunningham Adam Clark Andreas Drbal Christopher Fogt Stati Uniti                                                                                 |
| 16 novembre 2012 | Park City            | A due      | Steven Holcomb Curtis Tomasevicz Stati Uniti                                     | Cory Butner Charles Berkeley Stati Uniti                                     | Francesco Friedrich Gino Gerhardi Germania |
| 17 novembre 2012 | Park City            | A quattro  | Aleksandr Zubkov Aleksej Negodajlo Dmitrij Trunenkov Maksim Mokrousov Russia     | Steven Holcomb Justin Olsen Steven Langton Curtis Tomasevicz Stati Uniti     | Manuel Machata Gregor Bermbach Jan Speer Christian Poser Germania                                                                                     |
| 23 novembre 2012 | Whistler             | A due      | Steven Holcomb Steven Langton Stati Uniti                                        | Lyndon Rush Lascelles Brown Canada                                           | Francesco Friedrich Jannis Bäcker Germania e Aleksandr Zubkov Dmitrij Trunenkov Russia                                                                |
| 24 novembre 2012 | Whistler             | A quattro  | Aleksandr Zubkov Aleksej Negodajlo Dmitrij Trunenkov Maksim Mokrousov Russia     | Aleksandr Kas'janov Maksim Belugin Il'vir Chuzin Nikolaj Chrenkov Russia     | Christopher Spring Timothy Randall Adam Rosenke Ben Coakwell Canada                                                                                   |
| 8 dicembre 2012  | Winterberg           | A due      | Beat Hefti Thomas Lamparter Svizzera                                             | Aleksandr Zubkov Dmitrij Trunenkov Russia                                    | Lyndon Rush Jesse Lumsden Canada |
| 9 dicembre 2012  | Winterberg           | A quattro  | Aleksandr Zubkov Aleksej Negodajlo Dmitrij Trunenkov Maksim Mokrousov Russia     | Maximilian Arndt Alex Mann Alexander Rödiger Martin Putze Germania           | Oskars Melbārdis Daumants Dreiškens Arvis Vilkaste Intars Dambis Lettonia                                                                             |
| 15 dicembre 2012 | La Plagne            | A due      | Lyndon Rush Jesse Lumsden Canada                                                 | Beat Hefti Thomas Lamparter Svizzera                                         | Steven Holcomb Steven Langton Stati Uniti |
| 16 dicembre 2012 | La Plagne            | A quattro  | Beat Hefti Alex Baumann Thomas Lamparter Jürg Egger Svizzera                     | Aleksandr Zubkov Aleksej Negodajlo Dmitrij Trunenkov Maksim Mokrousov Russia | Aleksandr Kas'janov Il'vir Chuzin Maksim Belugin Pëtr Moiseev Russia                                                                                  |
| 5 gennaio 2013   | Altenberg            | A due      | Thomas Florschütz Kevin Kuske Germania e Manuel Machata Christian Poser Germania | non assegnato                                                                | Francesco Friedrich Jannis Bäcker Germania |
| 6 gennaio 2013   | Altenberg            | A quattro  | Maximilian Arndt Marko Hübenbecker Alexander Rödiger Martin Putze Germania       | Manuel Machata Alex Mann Jan Speer Christian Poser Germania                  | Thomas Florschütz Andreas Bredau Kevin Kuske Thorsten Margis Germania                                                                                 |
| 12 gennaio 2013  | Schönau am Königssee | A due      | Lyndon Rush Jesse Lumsden Canada                                                 | Oskars Melbārdis Daumants Dreiškens Lettonia                                 | Francesco Friedrich Gino Gerhardi Germania |
| 13 gennaio 2013  | Schönau am Königssee | A quattro  | Aleksandr Zubkov Aleksej Negodajlo Dmitrij Trunenkov Maksim Mokrousov Russia     | Maximilian Arndt Marko Hübenbecker Alexander Rödiger Martin Putze Germania   | Thomas Florschütz Andreas Bredau Kevin Kuske Thomas Blaschek Germania                                                                                 |
| 19 gennaio 2013  | Igls                 | A due      | Beat Hefti Thomas Lamparter Svizzera                                             | Thomas Florschütz Kevin Kuske Germania                                       | Francesco Friedrich Jannis Bäcker Germania |
| 20 gennaio 2013  | Igls                 | A quattro  | Maximilian Arndt Marko Hübenbecker Alexander Rödiger Martin Putze Germania       | Beat Hefti Alex Baumann Thomas Lamparter Jürg Egger Svizzera                 | Thomas Florschütz Andreas Bredau Kevin Kuske Thomas Blaschek Germania                                                                                 |
| 16 febbraio 2013 | Soči                 | A due      | Beat Hefti Thomas Lamparter Svizzera                                             | Thomas Florschütz Andreas Bredau Germania                                    | Oskars Melbārdis Daumants Dreiškens Lettonia |
| 17 febbraio 2013 | Soči                 | A quattro  | Oskars Melbārdis Daumants Dreiškens Arvis Vilkaste Intars Dambis Lettonia        | Thomas Florschütz Ronny Listner Andreas Bredau Thomas Blaschek Germania      | Aleksandr Zubkov Aleksej Negodajlo Dmitrij Trunenkov Maksim Mokrousov Russia e Aleksandr Kas'janov Il'vir Chuzin Maksim Belugin Kirill Antjuch Russia |

### Donne
| Data             | Località             | Specialità | Prime classificate                            | Seconde classificate                       | Terze classificate                                |
| ---------------- | -------------------- | ---------- | --------------------------------------------- | ------------------------------------------ | ------------------------------------------------- |
| 9 novembre 2012  | Lake Placid          | A due      | Kaillie Humphries Chelsea Valois Canada       | Jazmine Fenlator Lolo Jones Stati Uniti    | Elana Meyers Tianna Madison Stati Uniti           |
| 16 novembre 2012 | Park City            | A due      | Kaillie Humphries Chelsea Valois Canada       | Sandra Kiriasis Franziska Bertels Germania | Cathleen Martini Stephanie Schneider Germania     |
| 23 novembre 2012 | Whistler             | A due      | Kaillie Humphries Chelsea Valois Canada       | Fabienne Meyer Elisabeth Graf Svizzera     | Sandra Kiriasis Berit Wiacker Germania            |
| 8 dicembre 2012  | Winterberg           | A due      | Kaillie Humphries Chelsea Valois Canada       | Elana Meyers Tianna Madison Stati Uniti    | Anja Schneiderheinze Stephanie Schneider Germania |
| 14 dicembre 2012 | La Plagne            | A due      | Kaillie Humphries Chelsea Valois Canada       | Jamie Greubel Emily Azevedo Stati Uniti    | Elana Meyers Tianna Madison Stati Uniti           |
| 4 gennaio 2013   | Altenberg            | A due      | Cathleen Martini Stephanie Schneider Germania | Sandra Kiriasis Franziska Bertels Germania | Kaillie Humphries Chelsea Valois Canada           |
| 11 gennaio 2013  | Schönau am Königssee | A due      | Kaillie Humphries Chelsea Valois Canada       | Cathleen Martini Janine Tischer Germania   | Sandra Kiriasis Berit Wiacker Germania            |
| 18 gennaio 2013  | Igls                 | A due      | Sandra Kiriasis Franziska Bertels Germania    | Kaillie Humphries Chelsea Valois Canada    | Jazmine Fenlator Aja Evans Stati Uniti            |
| 15 febbraio 2013 | Soči                 | A due      | Sandra Kiriasis Franziska Bertels Germania    | Elana Meyers Aja Evans Stati Uniti         | Kaillie Humphries Chelsea Valois Canada           |

### A squadre
| Data            | Località   | Prima classificata                                                                                  | Seconda classificata                                                                                          | Terza classificata                                                                                 |
| --------------- | ---------- | --------------------------------------------------------------------------------------------------- | --- | -------------------------------------------------------------------------------------------------- |
| 8 dicembre 2012 | Winterberg | Canada Eric Neilson Kaillie Humphries Chelsea Valois Cassie Hawrysh Lyndon Rush Neville Wright      | Germania Alexander Kröckel Anja Schneiderheinze Stephanie Schneider Anja Huber Manuel Machata Gregor Bermbach | Germania Frank Rommel Sandra Kiriasis Franziska Bertels Marion Thees Maximilian Arndt René Tiefert |
| 19 gennaio 2013 | Igls       | Germania Frank Rommel Sandra Kiriasis Janine Tischer Anja Huber Francesco Friedrich Thorsten Margis | Canada John Fairbairn Kaillie Humphries Emily Baadsvik Sarah Reid Lyndon Rush Jesse Lumsden                   | Stati Uniti Matthew Antoine Elana Meyers Lolo Jones Katie Uhlaender Steven Holcomb Nicholas Taylor |

## Classifiche

### Bob a due uomini
| Pos. | Nome pilota         | Nazione     | LAK | PKC | WHI | WIN | LAP | ALT | KÖN | IGL | SOČ | Totale |
| ---- | ------------------- | ----------- | --- | --- | --- | --- | --- | --- | --- | --- | --- | ------ |
| 1    | Lyndon Rush         | Canada      | 7   | 20  | 2   | 3   | 1   | 4   | 1   | 6   | 4   | 1656   |
| 2    | Oskars Melbārdis    | Lettonia    | 8   | 4   | 14  | 7   | 5   | 5   | 2   | 4   | 3   | 1602   |
| 3    | Manuel Machata      | Germania    | 4   | 6   | 7   | 6   | 11  | 3   | 6   | 13  | 8   | 1504   |
| 4    | Steven Holcomb      | Stati Uniti | 1   | 1   | 1   | 5   | 3   | -   | 8   | 14  | 12  | 1459   |
| 5    | Aleksandr Zubkov    | Russia      | 9   | 6   | 3   | 2   | 10  | -   | 4   | 7   | 5   | 1434   |
| 6    | Francesco Friedrich | Germania    | 3   | 3   | 3   | -   | -   | 1   | 3   | 3   | 10  | 1369   |
| 7    | Simone Bertazzo     | Italia      | 12  | 5   | 12  | 8   | 4   | 6   | 17  | 10  | 13  | 1320   |
| 8    | Cory Butner         | Stati Uniti | 2   | 2   | 10  | 9   | 12  | -   | 12  | 5   | 9   | 1308   |
| 9    | Thomas Florschütz   | Germania    | -   | -   | -   | 4   | 6   | 1   | 5   | 2   | 2   | 1197   |
| 10   | Christopher Spring  | Canada      | 13  | 8   | 5   | 10  | 15  | -   | 11  | 8   | 6   | 1184   |

### Bob a quattro uomini
| Pos. | Nome pilota         | Nazione     | LAK | PKC | WHI | WIN | LAP | ALT | KÖN | IGL | SOČ | Totale |
| ---- | ------------------- | ----------- | --- | --- | --- | --- | --- | --- | --- | --- | --- | ------ |
| 1    | Aleksandr Zubkov    | Russia      | 1   | 1   | 1   | 1   | 2   | -   | 1   | 4   | 3   | 1727   |
| 2    | Oskars Melbārdis    | Lettonia    | 8   | 10  | 9   | 3   | 5   | 4   | 5   | 5   | 1   | 1625   |
| 3    | Manuel Machata      | Germania    | 4   | 3   | 6   | 9   | 10  | 2   | 4   | 6   | 9   | 1594   |
| 4    | Maximilian Arndt    | Germania    | 9   | 4   | 7   | 2   | 4   | 1   | 2   | 1   | -   | 1574   |
| 5    | John James Jackson  | Regno Unito | 7   | 6   | 5   | 8   | 8   | 11  | 10  | 6   | 5   | 1488   |
| 6    | Steven Holcomb      | Stati Uniti | 2   | 2   | 4   | 6   | 7   | -   | 7   | 17  | 11  | 1348   |
| 7    | Lyndon Rush         | Canada      | 6   | 12  | 8   | 13  | 18  | 6   | 9   | 10  | 18  | 1216   |
| 8    | Aleksandr Kas'janov | Russia      | 13  | 7   | 2   | -   | 3   | -   | 6   | 14  | 3   | 1186   |
| 9    | Thomas Florschütz   | Germania    | -   | -   | -   | 4   | 9   | 3   | 3   | 3   | 2   | 1154   |
| 10   | Nick Cunningham     | Stati Uniti | 3   | 5   | 11  | 11  | 12  | -   | 21  | 20  | 13  | 1034   |

### Combinata uomini
| Pos. | Nome pilota        | Nazione     | LAK     | PKC     | WHI     | WIN     | LAP     | ALT     | KÖN     | IGL     | SOČ     | Totale |
| ---- | ------------------ | ----------- | ------- | ------- | ------- | ------- | ------- | ------- | ------- | ------- | ------- | ------ |
| 1    | Oskars Melbārdis   | Lettonia    | 8 / 8   | 4 / 10  | 14 / 9  | 7 / 3   | 5 / 5   | 5 / 4   | 2 / 5   | 4 / 5   | 3 / 1   | 3227   |
| 2    | Aleksandr Zubkov   | Russia      | 9 / 1   | 6 / 1   | 3 / 1   | 2 / 1   | 10 / 2  | -       | 4 / 1   | 7 / 4   | 4 / 3   | 3161   |
| 3    | Manuel Machata     | Germania    | 4 / 4   | 6 / 3   | 7 / 6   | 6 / 9   | 11 / 10 | 3 / 2   | 6 / 4   | 13 / 6  | 8 / 8   | 3106   |
| 4    | Lyndon Rush        | Canada      | 7 / 6   | 20 / 12 | 2 / 8   | 3 / 13  | 1 / 18  | 4 / 6   | 1 / 9   | 6 / 10  | 4 / 17  | 2880   |
| 5    | Steven Holcomb     | Stati Uniti | 1 / 2   | 1 / 2   | 1 / 4   | 5 / 6   | 3 / 7   | -       | 8 / 7   | 14 / 17 | 12 / 10 | 2815   |
| 6    | John James Jackson | Regno Unito | 23 / 7  | 9 / 6   | 15 / 5  | 14 / 8  | 8 / 8   | 11 / 11 | 19 / 10 | 21 / 6  | 16 / 5  | 2434   |
| 7    | Thomas Florschütz  | Germania    | -       | -       | -       | 4 / 4   | 6 / 9   | 1 / 3   | 5 / 3   | 2 / 3   | 2 / 2   | 2351   |
| 8    | Simone Bertazzo    | Italia      | 12 / 19 | 5 / 20  | 12 / 12 | 8 / 21  | 4 / 16  | 6 / 7   | 17 / 20 | 10 / 15 | 13 / 15 | 2192   |
| 9    | Christopher Spring | Canada      | 13 / 10 | 8 / 8   | 5 / 3   | 10 / 22 | 15 / 18 | -       | 11 / 21 | 8 / 24  | 6 / 7   | 2099   |
| 10   | Nick Cunningham    | Stati Uniti | 5 / 3   | 15 / 5  | 9 / 11  | 13 / 11 | 14 / 12 | -       | 15 / 21 | 9 / 20  | 14 / 12 | 2082   |

### Bob a due donne
| Pos. | Nome pilota          | Nazione       | LAK | PKC | WHI | WIN | LAP | ALT | KÖN | IGL | SOČ | Totale |
| ---- | -------------------- | ------------- | --- | --- | --- | --- | --- | --- | --- | --- | --- | ------ |
| 1    | Kaillie Humphries    | Canada        | 1   | 1   | 1   | 1   | 1   | 3   | 1   | 2   | 3   | 1960   |
| 2    | Sandra Kiriasis      | Germania      | 5   | 2   | 3   | 9   | 4   | 2   | 3   | 1   | 1   | 1798   |
| 3    | Cathleen Martini     | Germania      | 7   | 3   | 5   | 8   | 6   | 1   | 2   | 6   | 4   | 1691   |
| 4    | Anja Schneiderheinze | Germania      | 8   | 11  | 7   | 3   | 5   | 5   | 9   | 4   | 8   | 1536   |
| 5    | Esmé Kamphuis        | Paesi Bassi   | 10  | 7   | 4   | 5   | 13  | 4   | 4   | 8   | 11  | 1488   |
| 6    | Elana Meyers         | Stati Uniti   | 3   | 8   | 10  | 2   | 3   | -   | 8   | 5   | 2   | 1468   |
| 7    | Fabienne Meyer       | Svizzera      | 13  | 10  | 2   | 6   | 9   | 9   | 5   | 11  | 5   | 1458   |
| 8    | Christina Hengster   | Austria       | 4   | 6   | 8   | 6   | 7   | 6   | 14  | 10  | 18  | 1384   |
| 9    | Paula Walker         | Gran Bretagna | 6   | 9   | 6   | 10  | 10  | 13  | 7   | 7   | 16  | 1344   |
| 10   | Jamie Greubel        | Stati Uniti   | 9   | 4   | 11  | 4   | 2   | -   | 11  | 9   | 9   | 1322   |